# 300 meter häck
300 meter häck är en inofficiell friidrottsgren. Häckhöjd och avstånd mellan häckarna är samma som på 400 meter häck. Tävlingar på senior-nivå är sällsynta men bl a har den manliga världsrekordhållaren på 400 meter häck, Karsten Warholm, gjort några uppmärksammade lopp på distansen. T ex hans inofficiella världsrekord 33.26 satt på Bislett stadion i Oslo 2021. På dam-sidan har Femke Bol det inofficiella världsrekordet, 36.86, satt vid galan i Ostrava 2022.

## Inomhus
400 meter häck finns normalt inte på programmet på inomhustävlingar. En inomhusarena har som regel varv på 200 meter med doserade kurvor vilket gör det svårt att springa lång häck. Däremot arrangeras det ibland inomhuslopp på 300 meter häck på arenor med längre varv utan dosering, t ex i Pirkkahalli i Tammerfors, som har en varvlängd på 300 meter. Här har bl a Karsten Warholm, Llewellyn Herbert och Ruslan Masjtjenko sprungit.

## Ungdom
I Sverige finns 300 meter häck på friidrotts-programmet för ungdomar mellan 14 och 17 år. Detta som ett steg för att anpassa sig till seniorernas mer fysiskt krävande variant 400 meter häck.

### Fotnoter
1. ↑  ”Artikel i norska dagbladet” (på norska). dagbladet.no. https://www.dagbladet.no/sport/forundret-over-tidstrobbel/73867679. Läst 1 april 2022.
2. ↑  ”Bol blazes to world 300m hurdles best of 36.86 in Ostrava” (på engelska). european-athletics.com. https://www.european-athletics.com/news/bol-blazes-to-world-300m-hurdles-best-of-36-86-in-ostrava. Läst 1 juni 2022.
3. ↑  ”Tammerfors Utställnings- och Sportcenter” (på engelska, finska). tampereenmessut.fi. Arkiverad från originalet den 19 november 2021. https://web.archive.org/web/20211119225123/https://www.tampereenmessut.fi/en/tampere_exhibition_and_sports_centre/sports_facilities/. Läst 1 april 2022.
4. ↑  ”Artikel i web-tidningen Friidrottaren.com”. friidrottaren.com. https://www.friidrottaren.com/sa-bra-ar-karsten-warholms-300-m-hack-varldsrekord/. Läst 1 april 2022.
5. ↑  ”Regelboken 2021”. Svenska Friidrottsförbundet. https://www.friidrott.se/forbundet/forbundsinfo/Dokumentbank/. Läst 1 april 2022.